# Ephedra pedunculata
Ephedra pedunculata — вид голонасінних рослин класу гнетоподібних.

## Опис
Деревинна ліана до 7 м у довжину. Кора сіра, стаючи з тріщинами з віком. Гілки сіро-зелені, стаючи зеленими, потім жовто-зеленого кольору з віком, сизі. Листки протилежні, до 3 мм. Пилкові шишки довжиною 1–2 мм. Насіннєві шишки 6–10 мм, кожна з яких містить 2 еліпсоїдного насіння 4–10 мм.

## Поширення, екологія
Країни проживання: Мексика (Чіуауа, Коауїла, Дуранго, Нуево-Леон, Сан-Луїс-Потосі); Сполучені Штати Америки (Texas). Росте на висотах від 800 м до 2500 м. Скелелазний чагарник, який зростає на вапняно-гравійних ґрунтах в сухих, скелястих районах, часто асоціюється з Acacia roemericana, Agave lecheguilla, Aniscanthus, Asociafa, Celtis reticulata, Chilopsis, Fouquieria splendens, Larrea, Lycium berlandieri, Prosopsis, Rhus microphylla. Цвіте у квітні, шишки з середині зими до ранньої весни.

## Використання
Стебла більшості членів цього роду містять алкалоїд ефедрин і відіграють важливу роль в лікуванні астми та багатьох інших скарг дихальної системи.

## Загрози та охорона
Існує загроза від надмірного випасу в деяких частинах його ареалу. Не відомі колекції з ботанічних садів. Тим не менш, є деяке охоплення ареалу охоронними районами.